# Micropygidae
De Micropygidae vormen een familie van zee-egels binnen de orde Micropygoida.

## Kenmerken
Deze zee-egels zijn vrij plat en hebben korte, scherpe stekels, die dicht tegen elkaar staan.

## Verspreiding en leefgebied
Ze komen voor in de Indische en Grote Oceaan.

## Geslachten
- Kierechinus Philip, 1963 †
- Micropyga A. Agassiz, 1879